# Lucio Aurelio Galo (cónsul 146)
Lucio Aurelio Galo (en latín: Lucius Aurelius Gallus) fue un senador romano que vivió en el siglo II, y desarrolló su cursus honorum bajo los reinados de Adriano, Antonino Pío, y Marco Aurelio.

## Carrera política
Los diplomas militares, de 19 de julio y 11 de agosto del año 146 prueban que Galo fue cónsul sufecto en el año 146 junto con Gneo Terencio Hómulo.

## Familia
Su padre fue Lucio Aurelio Galo, cónsul sufecto alrededor del año 130, no se sabe el nombre de su esposa, pero sí se sabe que Galo tuvo por lo menos un hijo, Lucio Aurelio Galo, cónsul ordinario en el año 174.